# Банарешти (Арђеш)
Банарешти (рум. Bănărești) насеље је у Румунији у округу Арђеш у општини Сапата. Oпштина се налази на надморској висини од 280 m.

## Становништво
Према подацима из 2002. године у насељу је живело 495 становника, од којих су сви румунске националности.